# Microichthyurus pennatus
Microichthyurus pennatus là một loài bọ cánh cứng trong họ Cantharidae. Loài này được Lewis miêu tả khoa học năm 1895.